# ادی شامیر
آدی شامیر (Adi Shamir) رمزنگار اسرائیلی از مخترعان الگوریتم رمزنگاری RSA (به همراه رونالد ریوست و لئونارد ادلمن) و از مخترعان طرح احراز هویت فیگه-فیات-شامیر (به همراه یوریل فیگه و آموس فیات) و همچنین از ابداع کنندگان روش تحلیل تفاضلی به همراه الی بیهام است. تحقیقات او دستاوردهای بزرگی برای علم رمزنگاری داشته‌است.

## زندگی و تحصیل
ادی شامیر در سال ۱۹۵۲ در تل آویو به دنیا آمد. او مدرک کارشناسی خود را از دانشگاه تل آویو در رشته ریاضی در سال ۱۹۷۳ و مدرک کارشناسی ارشد و دکتری خود را در رشته علوم کامپیوتر از مؤسسه عالی علوم وایزمن در سال‌های ۱۹۷۵ و ۱۹۷۷ کسب کرد. موضوع پایان‌نامه دکترایش"Fixed Points of Recursive Programs and their Relation in Differential Agard Calculus" بود. او یک دوره یک ساله پسا دکتری در دانشگاه واریک انگلستان و سپس یک دوره سه ساله تحقیقاتی را در مؤسسه فناوری ماساچوست گذراند و در سال ۱۹۸۰ بعد از بازگشت به اسرائیل عضو هیئت علمی ریاضیات و علوم کامپیوتر مؤسسه عالی علوم وایزمن شد. همچنین او از سال ۲۰۰۶ استاد مدعو دانشگاه اکول نرمال سوپریور پاریس است.

## تحقیقات
علاوه بر RSA از مهم‌ترین نتایج تحقیقات دیگر پروفسور شامیر در رمزنگاری می‌توان به طرح تسهیم راز شامیر و شکستن سیستم رمزنگاری کوله پشتی مرکل-هلمن و ارائه رمزنگاری بصری با همراهی مونی نوآر و ابداع دستگاه‌هایی برای تجزیه اعداد و ارائه روش تحلیل تفاضلی سیستم‌های رمزنگاری اشاره کرد.
علاوه بر این پروفسور شامیر در علوم کامپیوتر هم دستاوردهای مهمی ارائه کرده‌است.

## جوایز
از جمله جوایز متعدد پروفسور شامیر:
- جایزه تورینگ سال ۲۰۰۲ به خاطر الگوریتم RSA[۱]
- جایزه بیکر انجمن مهندسان برق و الکترونیک سال 1986[۲]
- جایزه اردوش انجمن ریاضی اسرائیل